# Зен (грузинська літера)
Зен (ზენი, [zɛni]) — сьома літера грузинської абетки.
Приголосна літера. Вимовляється як українська [ з ] (МФА [z]). За міжнародним стандартом ISO 9984 транслітерується як z.

## Історія
| Асомтаврулі | Нусхурі | Мхедрулі |
| ----------- | ------- | -------- |
|             |         |          |

## Юнікод
- Ⴆ : U+10A6
- ზ : U+10D6